# Carl-August Witt
Carl-August Witt (* 23. August 1938 in Köln-Lindenthal) ist ein deutscher Metallurge und Hochschullehrer im Ruhestand.

## Leben
Nach dem Abitur in Aachen studierte Carl-August Witt ab dem Sommersemester 1958 an der RWTH Aachen Metallhüttenkunde. 1959 schloss er sich dem Corps Saxonia-Berlin an. Das Studium schloss er 1965 als Dipl.-Ing. ab. 
Nach dem Studium nahm er eine Stellung in der Industrie bei den Vereinigten Aluminiumwerken in Bonn an. Aus dieser Stellung heraus wurde er 1968 an der Technischen Universität Clausthal zum Dr.-Ing. promoviert. 1972 wurde er als Professor für Werkstoffkunde an die Fachhochschule Düsseldorf berufen. Schwerpunkt seiner Arbeiten war das Korrosionsverhalten von Zink und Aluminium. 1997 wurde er pensioniert. Carl-August Witt ist 1974 von der Industrie- und Handelskammer Düsseldorf zum Sachverständigen für Korrosion an Zink- und Aluminiumwerkstoffen öffentlich bestellt und vereidigt worden und bis heute als Gutachter tätig. 
Seit 1972 ist Carl-August Witt Burschenbierzipfler des Corps Rhenania ZAB.

## Veröffentlichungen
- Potentialmessungen zur Abgrenzung und Festlegung des Passivverhaltens von Aluminium, Clausthal 1968
- Verhalten von Zink in Verbindung mit bituminösen Baustoffen, Berlin 1977 (zusammen mit Dieter Haller)
- Verhalten von Zink in Verbindung mit Bitumen: Korrosion und Prüfung, Berlin 1980
- Korrosionsinhibitoren für Aluminium, Düsseldorf 1983